# Sugar Sammy
 (septembre 2020).
Samir Khullar,  dit Sugar Sammy, né le 29 février 1976 à Montréal (Québec), est un humoriste québécois d’origine indienne.

## Biographie
Élevé dans le quartier multi-ethnique de Côte-des-Neiges à Montréal, il suit sa scolarité dans les écoles francophones de la métropole québécoise. C'est à l'âge de 17 ans, à l'école, qu'il expérimente et développe son goût de la scène et du stand-up. Pendant qu'il poursuit ses études au Collège Marianopolis, il se produit au Comedy Works et Comedy Zone. Plus tard, il étudie les cultures à l'Université McGill.
Il parle quatre langues (anglais, français, hindi et pendjabi) au point de pouvoir improviser dans chacune d'elles.
Il a d'abord débuté sur la scène anglophone locale et internationale, avant de se lancer dans l'humour en français.
En septembre 2009, il a signé un contrat de représentation avec l'agence américaine The Gersh Agency (en).
Askmen.com l'a surnommé « nouvelle rock star de l'humour », puis le Hollywood Reporter l'a rangé parmi les « 10 talents de l'humour à surveiller à travers le monde ».
Il se produit en 2007 dans Le Show raisonnable et en 2009 au festival Juste pour rire. 
En 2011 il présente à Montréal, pour la première fois, son spectacle bilingue You're gonna rire. S'ensuit une série de spectacles et le début d'une première tournée au Québec en 2012. Selon le magazine Pollstar, sa tournée lui a permis de se hisser parmi les 30 tournées les plus lucratives de l'Amérique du Nord.
En 2013, il devient le premier humoriste anglophone à être couronné au Gala Les Olivier, présenté au Québec. Il reçoit l'Olivier de l'année en plus de remporter l'Olivier du spectacle de l'année (En français s.v.p.!).
Cette même année, en mars 2013, il est le premier artiste choisi par Comedy Central India pour effectuer une tournée en Inde.  Il y présente son spectacle en anglais, hindi et pendjabi, à Bombay, Bangalore et à Delhi.
Depuis qu'il a entamé sa tournée du Québec avec la version en français de son spectacle, Sugar Sammy connaît un succès grandissant. Billboard Magazine déclare d'ailleurs, en avril 2014, sa tournée comme étant la plus lucrative des 12 derniers mois au Canada, dépassant des artistes canadiens .
Après avoir écoulé près de 372 000 billets au Québec, Sugar Sammy termine sa première tournée québécoise avec une finale extérieure sur la Place des Festivals, à Montréal, le 28 juillet 2016, présenté pour l'occasion par Juste pour rire et Just for Laughs,.
Il présente en 2017 son spectacle écrit spécialement pour le public français à l'Européen, à Paris,, avec une tournée en France, en Belgique et en Suisse. 
Sugar Sammy devient, à l’automne 2018, nouveau membre du jury de la 13e saison de La France a un incroyable talent.
Simultanément avec sa tournée en France, Sugar Sammy amorce une nouvelle tournée aux États-Unis. Une quarantaine de spectacles présentés au printemps et à l'été 2017 à San Jose, Seattle, Atlanta, Houston, Austin, Naples en Floride et New York.
À l'été 2017, Sugar Sammy effectue aussi un retour dans sa ville natale. Il est de retour à Just For Laughs pour animer un gala, le Sugar Sammy's International Gala. Après deux galas présentés lors de cette 35e édition du Just For Laughs Festival à Montréal, Sugar Sammy anime la 17e tournée annuelle Just For Laughs à l'automne 2017 avant de poursuivre sa série de spectacles programmés en France. 
Sugar Sammy effectue à l'été 2018, un retour en Asie et se produit en Malaisie et à Singapour, prenant part pour l'occasion au tournage de la troisième saison de Comedy Central : Stand-Up, Asia!, émission spéciale diffusée dans 18 pays asiatiques.
Il est qualifié d'« humoriste intrépide ayant le don de provoquer aussi bien le rire que le scandale ». Le New York Times lui consacre un profil complet dans son édition du 11 août 2018.

## One man shows
Sugar Sammy se présente sur scène dans la tradition des Comedy Clubs américains. Son humour s'est construit dans ces clubs et c'est le style stand-up pur qui le caractérise. 

### Festivals d'humour
Il a participé sept années consécutives au festival Juste pour rire. Il a d'ailleurs été le tout premier humoriste à se représenter en anglais, français et hindi aux éditions torontoises du festival. Ailleurs dans le monde, Sugar Sammy a aussi participé aux festivals de Sydney (Sydney Comedy Festival), Le Cap (Cape Town Festival), Johannesburg (Johannesburg Comedy Festival), Melbourne, Auckland, Halifax, Winnipeg et au festival Grand Rire et ComediHa! Fest-Québec.
En juillet 2017, il fait un retour triomphant à Just For Laughs.

## Télévision
Showtime Arabia, The Comedy Channel (Australie), The Comedy Network, CTV et le réseau de télévision néerlandaise NTR.

## Sugar Sammy Live in Dubaï
Le spécial télé d'une heure de Showtime Arabia a été diffusé dans 14 pays.

### Sugar Sammy Live in Concert: Direct from Montreal
Un spécial télé pour HBO Canada. Sugar Sammy Live in Concert: direct from Montreal .

### Ces gars-là
En février 2014, débute la série Ces gars-là sur les ondes de V au Québec. Une comédie style Garçons sans honneur et Célibataires en cavale écrite et jouée par Sugar Sammy et Simon-Olivier Fecteau. 

## Distinctions

### Récompenses
- 2018 : Étoiles du Parisien (Ex æquo avec Fabrice Eboué), Le Parisien[21]
- 2014 : Olivier de l'année, Gala Les Olivier
- 2013 : Olivier de l'année, Gala Les Olivier
- 2013 : Spectacle de l'année pour En français s.v.p. !, Gala Les Olivier
- 2011 : Best Montreal Comedian, Montreal Mirror
- 2010 : Best Comedian, Montreal Mirror
- 2010 : Prix québécois de la citoyenneté, Ministère de l'immigration et des communautés culturelles
- 2010 : Prix Umayya d'ambassadeur et rayonnement, Société des Grands Citoyens
- 2010 : Best Comedian, COCA (Canadian Organization for College Activities)
- 2009 : Découverte francophone, festival Juste pour rire
- 2009 : Best Comedian, COCA (Canadian Organization for College Activities)

### Nominations
- 2019 : Best Live Performance, Canadian Comedy Awards
- 2016 : Rôle masculin - comédie, Gala Artis
- 2015 : Meilleurs textes - comédie : Simon-Olivier Fecteau, Sugar Sammy et India Desjardins, Prix Gémeaux
- 2015 : Olivier de l'année, Gala Les Olivier
- 2015 : Comédie à la télévision, Ces gars-là, Gala Les Olivier
- 2015 : Rôle masculin - comédies québécoises, Gala Artis
- 2014 : Multimedia - Canadian Comedy Person of the year, Canadian Comedy Awards
- 2014 : Meilleurs textes - comédie : Simon-Olivier Fecteau, Sugar Sammy et India Desjardins, Prix Gémeaux
- 2013 : Spectacle de l'année - Humour : En français s.v.p. !, ADISQ
- 2013 : Auteur de l'année En français s.v.p. !, Gala Les Olivier
- 2010 : Découverte de l'année, Gala Les Olivier
- 2010 : Meilleur numéro d'humour, Gala Les Olivier
- 2010 : Best television performance, Canadian Comedy Awards
- 2009 : Best male Stand-up, Canadian Comedy Awards

## Créations
En 2011, au Canada, Sugar Sammy est choisi par Vidéotron pour la version anglophone de sa campagne. Il est alors appelé à se glisser dans la peau de différents personnages et devenir le client mystère qui tente de piéger différents conseillers chez Vidéotron. La campagne connaît un succès inédit et remporte plusieurs prix.
Au Créa 2015, il remporte cinq prix pour sa campagne publicitaire créée en collaboration avec SidLee.
En 2019 sa campagne "Faites vite, avant que ses blagues soient reprises par des humoristes Français" dans les métros de Paris, par Lg2, remporte le Grand Prix Affichage de proximité.